# Walter Oppenhoff
Walter Oppenhoff (* 26. Mai 1905 in Aachen; † 4. Februar 2001 in Köln) war einer der ersten deutschen Anwälte mit internationaler Ausrichtung und Vorreiter bei der Gründung von überörtlichen Sozietäten in Deutschland.

## Familie
Oppenhoff stammte aus einer alten rheinischen Juristenfamilie. Sein Vater, Fritz (Friedrich) Maria Oppenhoff (* 1865), war ebenso Landgerichtspräsident in Aachen wie schon sein Großvater Theodor Oppenhoff (1820–1899). Sein Großonkel Friedrich Oppenhoff (1811–1875) wurde Senatspräsident am Kammergericht in Berlin. Der Bruder seines Vaters, Joseph Oppenhoff, wurde ebenfalls Landgerichtspräsident in Aachen. Sein Bruder Franz Oppenhoff war Schulrat und der Vater des Oberbürgermeisters der Stadt Aachen, Franz Oppenhoff, der 1945 von einem nationalsozialistischen Werwolf-Kommando ermordet wurde.

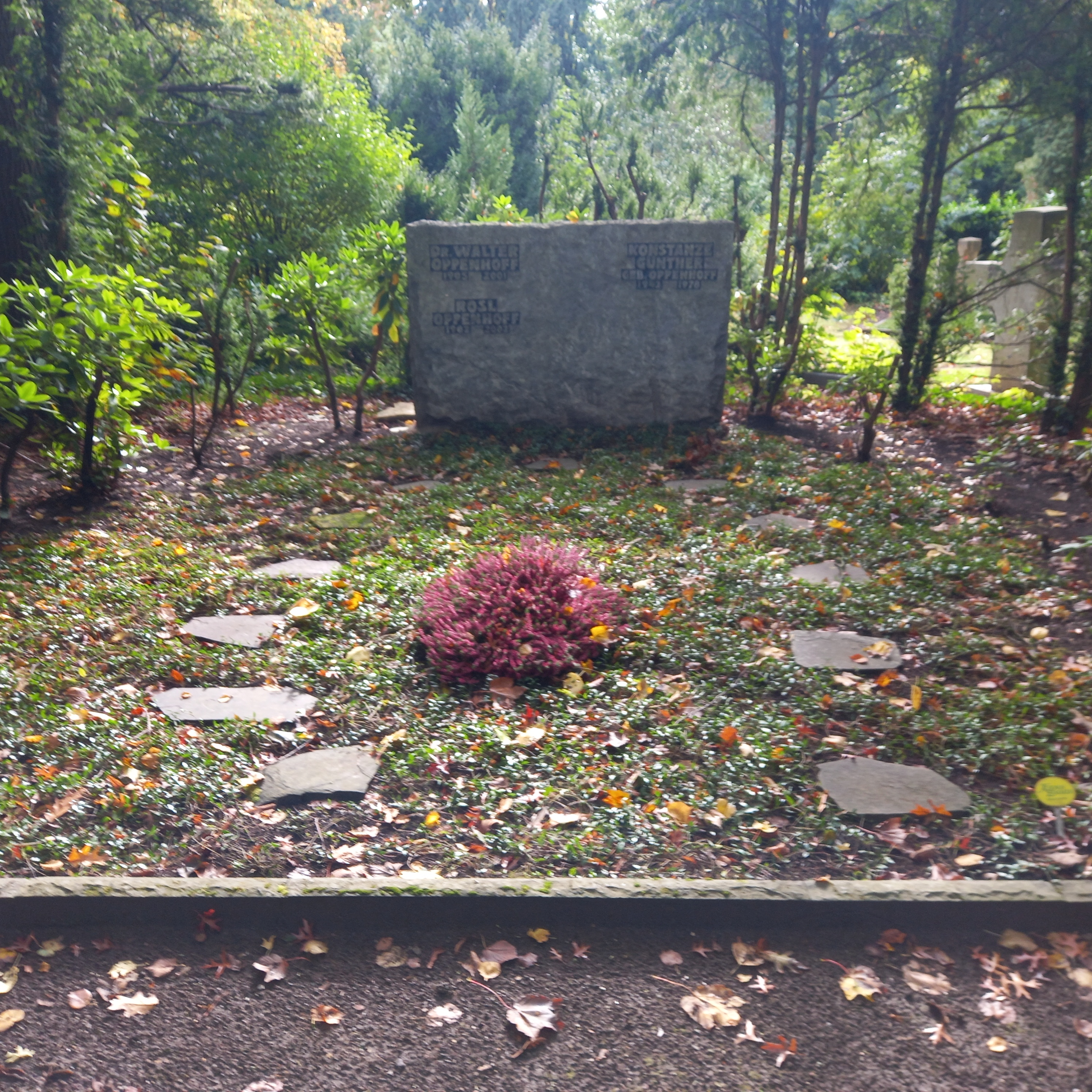
Das Grab von Walter Oppenhoff und seiner Ehefrau Rosl auf dem Südfriedhof (Köln)

## Leben
Walter Oppenhoff studierte an den Universitäten in Freiburg, München und Köln Rechtswissenschaften und promovierte bereits während der Referendarzeit zum Thema „Unlauterer Wettbewerb“, was für damalige Verhältnis ein neues Thema war und ihm früh eine Profilierung auf dem Gebiet des Gewerblichen Rechtsschutzes verschaffte.
Er wurde 1930 mit erst 24 Jahren Partner in der Bürogemeinschaft Becker und Ströhmer, welche bereits 1908 in Köln gegründet worden war. Die Kanzlei war damals eine der größten im Deutschen Reich. Oppenhoff brachte vor allem internationale Erfahrung mit, die ein Markenzeichen der Sozietät wurde, und internationale Kunden, wie Coca-Cola, damals noch gänzlich unbekannt in Deutschland.
Er fungierte im Zweiten Weltkrieg als Feindvermögensverwalter für Coca-Cola und andere internationale Unternehmen und konnte so seine internationalen Beziehungen immer weiter verstärken. Diese Tätigkeit verhalf ihm auch 1945 dazu, als erster Anwalt im bayerischen Raum, durch die Amerikaner wieder eine Anwaltszulassung zu erlangen und er wurde im gleichen Jahr auch zum Vorstand des neu gegründeten Kölner Anwaltsvereins (KAV) gewählt.
Bis in die 1970er-Jahre führte Walter Oppenhoff Prozesse, hauptsächlich im Bereich des Gewerblichen Rechtsschutzes, aber auch auf dem Gebiet des Gesellschaftsrechts und der Unternehmensnachfolge.

## Auszeichnungen
Als „Anwaltspersönlichkeit von besonderem Format“ wurde ihm 1977 vom Deutschen Anwaltverein die Hans-Dahs-Plakette verliehen, die höchste Auszeichnung der deutschen Anwaltschaft.
Für seine großen Verdienste um die Kölner Museen wurde er im November 1985 mit der Jabach-Medaille der Stadt Köln geehrt.
Walter Oppenhoff konnte im Jahr 2000 als einer der wenigen seiner Zunft noch sein 70-jähriges Berufsjubiläum feiern.
2001 wurde ihm posthum durch den KAV, die Walter-Oppenhoff-Medaille für Rechtsanwälte verliehen, die sich in beispielhafter Weise um das Ansehen der deutschen Anwaltschaft in der internationalen Rechtsgemeinschaft verdient gemacht haben.

## Walter-Oppenhoff-Stiftung
Die Walter-Oppenhoff-Stiftung wurde 1996 durch Partner der damaligen Sozietät Oppenhoff & Rädler, einer Vorgängersozietät der Kölner Kanzlei Oppenhoff & Partner, anlässlich des 90. Geburtstages von Walter Oppenhoff errichtet.
Die Förderschwerpunkte der Stiftung liegen in der Ermöglichung eines Auslandsstudiums für junge Anwälte. Deutsche Juristen sollen die Möglichkeit bekommen, nach Abschluss ihres Hochschulstudiums an Fortbildungsmaßnahmen in den USA teilzunehmen, um fachliche Zusatzqualifikationen zu erwerben.
Das Stiftungsvermögen beträgt ca. 240.000 Euro und das Fördervolumen ca. 12.000 Euro. Die Stiftung vergibt jährlich bis zu drei Teilstipendien für ein LL.M.-Studium an einer Hochschule in den Vereinigten Staaten. Die Stiftung ist dem Stifterverband für die Deutsche Wissenschaft angeschlossen.